# 김수영 (바둑 기사)
김수영(金秀英, 1944년 3월 28일~2005년 5월 20일)은 대한민국의 바둑 기사였고, 일제 시대 말기 함남 함주 출생으로, 1945년 8월 15일 광복(을유 해방)이 도래한 이듬해인, 1946년 초여름(3세 당시)에 일가족들과 함께 삼팔선을 넘어서서, 미군정 시대 전북 전주 지역으로 월남했다.

## 약력
일제강점기 함남 함주 출신으로 전북 전주에 월남한 실향민이기도 했는데, 대한민국 국내 바둑의 1세대이자 개척자인 조남철 9단의 애제자였다.
슬하에 자녀들은 1남 2녀(맏아들 김창민, 장녀 김유진, 차녀 김명진)를 두었으며, 다른 한편으로 김수장 9단이 막내 친동생이었다. 1962년에 입단하여 1965년 제3회 청고년배에서 우승을 차지했다. 1972년부터 1983년까지 충암학원에서 지도사범으로 지냈다. 1981년 기도문화상 감투상을 받았다. 1983년부터 1989년까지 고려투자금융 바둑팀 감독을 지냈고 제19대 전문기사회장을 역임했다. 1995년 7단으로 승단했다.
프로 바둑 기사 입단 43년차 되던 2005년 췌장암으로 별세했다.